# Мацей Скоржа
Мацей Скоржа (пол. Maciej Skorża, нар. 10 січня 1972, Радом) — польський футболіст, що грав на позиції захисника. По завершенні ігрової кар'єри — тренер. З 2023 року очолює тренерський штаб команди «Урава Ред Даймондс».
Чотириразовий чемпіон Польщі, як тренер краківської «Вісли» (2007/08, 2008/09) та «Леха» (2014/15, 2021/22), триразовий володар Кубка Польщі, як тренер «Дискоболії» (2006/07) та «Легії» (2010/11, 2011/2012), володар Суперкубка Польщі з «Лехом» (2015), Кубка Екстракласи (2006/07) та переможець Ліги чемпіонів АФК у сезоні 2023 року з японським клубом «Урава Ред Даймондс». Тренер року в Польщі 2011 року і найкращий тренер Екстракласи в сезоні 2021/22.

## Кар'єра
Короткий час грав як футболіст на позиції захисника у командах «Радом'як» та АЗС-АВФ Варшава. Свою тренерську кар'єру він розпочав у 1994 році, тренуючи молодіжні команди «Легії». Після чотирьох років роботи в варшавському клубі пін перейшов до роботи асистентом у молодіжній збірній Польщі, тренером якого тоді був Павел Янас. З 1998 року самостійно керував футбольним клубом Школи спортивної майстерності (СМС) в Пясечно.
У 1999 році він приєднався до «Аміки» (Вронкі), де працював з молодіжної команди, а перед сезоном 2002/03 став тренером резервної команди, змінивши Чеслава Міхневича. У квітні 2003 року, після поразки в матчі проти «Обри» (Косцян), Скоржа оголосив, що більше не буде тренером команди. Потім на короткий період був помічником Мирослава Яблонського у «Віслі» (Плоцьк).
У травні 2003 року він знову став помічником Янаса, цього разу у національній збірній Польщі. Він залишив цю посаду після невдалого чемпіонату світу 2006 року. Паралельно у 2004 році, після звільнення Стефана Маєвського з посади головного тренера «Аміки», він відновив співпрацю з цим клубом і став головним тренером. У листопаді 2005 року він залишив посаду тренера.
З листопада 2006 року тренував клуб «Дискоболія», з яким за підсумками сезону 2006/07 виграв Кубок Польщі та Кубок Екстракласи. 13 червня 2007 року підписав контракт з «Віслою» (Краків). З цим клубом він двічі поспіль вигравав чемпіонат Польщі, у сезонах 2007/08 і 2008/09. Він працював у краківському клубі до 15 березня 2010 року, коли був звільнений з посади тренера після невдалого старту другого кола сезону 2009/10. Його замінив Генрик Касперчак.
З червня 2010 року два сезони поспіль Скоржа був тренером варшавської «Легії», з якою двічі вигравав Кубок Польщі.

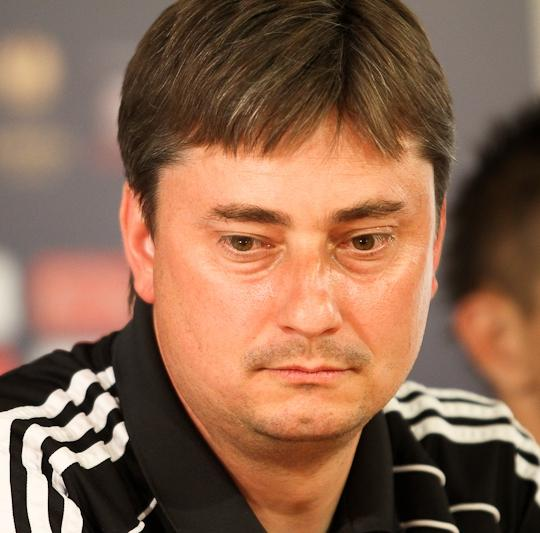
Мацей Скоржа у 2011 році.

26 вересня 2012 року став тренером саудівського клубу «Аль-Іттіфак». У сезоні чемпіонату Саудівської Аравії 2012/13 він посів шосте місце з командою. У червні 2013 року оголосив, що не продовжує контракт і покинув клуб.
27 серпня 2014 року прийняв пропозицію попрацювати у клубі «Лех». З «Лехом» у сезоні 2014/15 він виграв чемпіонат Польщі, а невдовзі також Суперкубок Польщі. Втім наступний сезон 2015/16 почався катастрофічно для діючих чемпіонів, «Лех» опустився на дно ліги, і 12 жовтня 2015 року його звільнили, коли команда виграла лише одну з перших 11 ігор сезону.
23 травня 2017 року Мацей очолив «Погонь» (Щецин), але контракт Скоржи був розірваний за згодою обох сторін 30 жовтня 2017 року. Команда під його керівництвом виграла два матчі чемпіонату, три зіграла внічию і дев'ять програла, забивши 11 голів і пропустивши 23, також набираючи в середньому 0,64 очка на матч. Команда посідала останнє місце в турнірній таблиці та вилетіла з Кубка Польщі від першолігової «Битовії» (Битов).
З 19 березня 2018 року по 28 лютого 2020 року очолював олімпійську збірну Об'єднаних Арабських Еміратів. Він привів команду до бронзи футбольного турніру Азійських ігор 2018 року та чвертьфіналу молодіжного чемпіонату Азії у 2020 році.
10 квітня 2021 року приступив до виконання обов'язків головного тренера «Леха» (Познань). У сезоні 2021/22 з клубом виграв чемпіонат Польщі, а також вийшов у фінал Кубка Польщі, де поступились «Ракуву». 23 травня 2022 року під час Гала-Екстракласи був нагороджений в категорії тренер сезону 2021/22. 6 червня 2022 року покинув клуб з особистих причин.
10 листопада 2022 року став тренером японського клубу «Урава Ред Даймондс», з яким 6 травня 2023 року виграв Лігу чемпіонів АФК.

## Титули і досягнення
- Чемпіон Польщі (4):

«Вісла» (Краків): 2007/08, 2008/09
«Лех»: 2014/15, 2021/22
- Володар Кубка Польщі (3):

«Дискоболія»: 2006/07
«Легія»: 2010/11, 2011/12
- Володар Суперкубка Польщі (1):

«Лех»: 2015
- Переможець Ліги чемпіонів АФК (1):

«Урава Ред Даймондс»: 2022